# 44-es villamos (Budapest)
A budapesti 44-es jelzésű villamos Baross tér, Keleti pályaudvar és Zugló, Rákos-patak között közlekedett. A viszonylatot a Budapesti Közlekedési Vállalat üzemeltette.

## Története
1912-től 1914-ig halottak napján közlekedett temetői járatként az Őrház – Új köztemető útvonalon. 1915-től alapjáratként a Népliget és a Rácfürdő között közlekedett. 1919. január 9-én megszüntették, 1921. október 24-én indult újra Erzsébet híd – Rákóczi út – Köztemető út – Orczy út – Golgota utca – Népliget útvonalon. 1924-ben budai végállomása Szépilonához, majd 1926. július 12-én pesti végállomása az Állatkerthez került. 1930. szeptember 15-étől az Aréna és István út helyett a Thököly és a Hermina úton járt, és elindult a 44A is Keleti pályaudvar – Hadnagy utca útvonalon. 1933. január 3-án a 44A jelzése 76-osra módosult. 1944. szeptember 27-étől a 44-es villamos pesti végállomása a Bosnyák térhez került, október 1-jén újra elindult a 44A villamos Szépilona és a Széll Kálmán tér között. December 8-ától a 69-es villamos helyett 21 óra után 44B jelzéssel indult villamosjárat a Széll Kálmán tér – Erzsébet híd – Bosnyák tér útvonalon.
1944. december 25-étől szünetelt a fővárosi villamosközlekedés. A 44-es 1945 májusában indult újra a Bosnyák tér és az Apponyi tér között. 1946. december 9-étől hétköznap a reggeli és délutáni csúcsidőszakban a Bosnyák tér és a Keleti pályaudvar között elindult a 44A villamos. 1949. február 1-jétől a 44-es villamos végállomása a Március 15. térhez került. 1956. április 16-án útvonalát a Csömöri út mentén Zugló, Rákos-patakig hosszabbították.
1960. július 8-ától útvonala a Felszabadulás térig rövidült, 1963. június 8-ától a Tanács körútig közlekedett. A BNV ideje alatt május 17-étől 27-ig a 44A villamos Tanács körút – Állatkert útvonalon közlekedett. November 7-étől ismét a Felszabadulás térig járt a 44-es villamos, ugyanekkor a 45-ös jelzését 44A-ra módosították. Az 1964-es BNV ideje alatt a 44A az Állatkertig járt. 1964. november 21-én a 44-es útvonalát az Erzsébet hídon át a Moszkva térig hosszabbították, a 44A-t megszüntették. 1970. április 3-ától rendszeresen járt a 44A villamos Zugló, Rákos-patak és a Keleti pályaudvar között, a városligeti BNV járat jelzése 44Y lett. 1972. december 23-án az Erzsébet hídi és a Rákóczi úti villamosközlekedés felszámolásának előfutáraként útvonalát a Baross térig vágták vissza, a 44A betétjáratot megszüntették. A következő évtizedekben útvonala nem módosult tovább, 1995. december 24-én szüntették meg.
Az utolsó 44-es jelzésű villamos a Rákos-pataki végállomásáról 1995. december 24-én 15.38 perckor indult.
A villamospályát üzemi menetekre még használták 2001-ig. (Ezután a Nagy Lajos király útja - Fehér út tengelyen meginduló új 3-as villamos pályája vette át a szerepét.) A Thököly úton utoljára a 3866-os és a 3890-es pályaszámú UV közlekedett 2003. május 3-án, hol 44-es, hol 67-es jelzéssel – a VEKE szervezésében.

### Éjszakai járat
1951. március 15-étől a 44-es villamos vonalán éjszakai járat közlekedett 1956-ig (az 1957-es menetrendben már nem szerepelt). Az 1960-as években (feltételezhetően 1964-ben) újraindult a Moszkva tér (ma Széll Kálmán tér) és a Bosnyák tér között. 1970-ben útvonalát az Örs vezér teréig hosszabbították. 1972. december 30-án megszűnt, pótlására elindult az éjszakai 68-as  villamos. 1976. január 21-én újraindult az éjszakai 68-as villamos szünetelése miatt a Baross tér és Zugló, Rákos-patak között. Március 21-én megszűnt, pótlására a BKV a 89A buszjáratot hosszabbította meg a Thököly úton és a Nagy Lajos király útján át az Örs vezér teréig.

## A vonal jelenlegi állapota
A pálya csak a Csömöri úton, a Bosnyák tér és Zugló, Rákos-patak között maradt meg. A Thököly úti szakaszának jelentős részét leaszfaltozták:
- a Keleti Pályaudvar és a Dózsa György út közt teljesen felszedték a síneket[forrás?], a felsővezetékeket elbontották
- a Dózsa György úttól a Hungária körútig a sínpálya még megvan, de az útszakasz felújításánál szinte csak a sínszálakat hagyták meg (a távtartókat elbontották), a sínek közti részeket leaszfaltozták. A pálya a jelenlegi állapotában nem alkalmas villamosközlekedésre. A felsővezetékek ezen a szakaszon csak a Cházár András utcától a Hungária körútig maradtak meg.
- Az 1-es villamosvonal felújításakor a Hungária körúti kereszteződésben a Thököly út síneit és a felsővezetéket is elbontották, a kereszteződéstől a Mexikói úti kereszteződés északi leágazó vágányaiig leaszfaltozták a sínpályát.
- A további szakaszokon a sínpálya és a felsővezeték is megmaradt, de a megelőző szakaszhoz hasonlóan a sínek közti részeket leaszfaltozták, a romos pálya alkalmatlan a villamosközlekedésre.
- A Bosnyák térnél egy rövid szakaszon Zugló kocsiszín számára kihúzóvágányként megmaradt az egyik oldali sínpár. Onnan kifelé szintén használhatatlan a pálya. A közúti átjáróknál a sínek nyomvályúi eltömődtek. A többi részen a növényzet borította el a vágányokat.
- A Rákos-pataknál lévő hurokvágányban utoljára egy emlékmenet során, 2005-ben járt villamos.[6][14] Azóta ezt is benőtte a növényzet, illetve a hurok észak-keleti végénél földhányásokkal torlaszolták el a pályát. 2020-ban néhány hónapig egy betonüzemet rendeztek be rajta.[15] 2024 tavaszán elbontották a kihúzó és a Rákos-patak közötti vágányokat.

### A jövő
Az elmúlt években többször felmerült a vonal meghosszabbítása Újpalotáig, illetve a Rákóczi úti villamostengely visszaépítése. A 4-es metró meghosszabbítása a közeljövőben nem várható, ezért a BKK tervezi a Thököly úti villamos visszaépítését, egészen Újpalotáig.

#### A Rákóczi út–Thököly út tengely visszaépítése
Mivel elvetették a 4-es metró Bosnyák tér–Újpalotáig történő meghosszabbítását, éppen ezért 2015. április 29-én a közgyűlés döntött a 44-es villamos újraindításáról, amellyel egyidőben a 67-es villamos Mexikói úti vágányait is felújítanák. A 26 milliárdos fejlesztés részeként visszaépült volna az egykori 67-es villamos Mexikói úti vonalrésze is. A projekt még a Balázs Mór-tervbe is bekerült, eszerint a vonalat az Astoriáig vitték volna be. 2017. április 5-én a Fővárosi Közgyűlés a villamos kiépítésének ötletét elvetette, azonban költségcsökkentéssel a Thököly út egyes csomópontjainak rendezését – ami a fejlesztéssel együtt valósult volna meg – továbbra is fenntartotta, a lecsökkentett pénz egy részét pedig a 2-es villamos rekonstrukciójának tervezésére csoportosították át. (A Thököly úti buszjáratok magas csúcsidőszaki kihasználtsága indokolná a felszámolt villamos korridor újra aktiválását.)

## Útvonala
| Bevezetés időpontja | Útvonal | Útvonal változás                                                           |
| ------------------- | --- | -------------------------------------------------------------------------- |
| 1945. május         | Apponyi tér – Kossuth Lajos utca – Rákóczi út – Thököly út – Bosnyák tér                                                      | Elindult                                                                   |
| 1949. február 1.    | Március 15. tér – Kossuth Lajos utca – Rákóczi út – Thököly út – Bosnyák tér                                                  | A Március 15. térig meghosszabbodott.                                      |
| 1956. április 16.   | Március 15. tér – Kossuth Lajos utca – Rákóczi út – Thököly út – Csömöri út – Zugló, Rákos-patak                              | Bosnyák tér helyett Zugló, Rákos-patakig közlekedett.                      |
| 1960. július 8.     | Felszabadulás tér – Kossuth Lajos utca – Rákóczi út – Thököly út – Csömöri út – Zugló, Rákos-patak                            | A Március 15. tér helyett csak a Felszabadulás térig közlekedett.          |
| 1963. február 13.   | Tanács körút – Rákóczi út – Thököly út – Csömöri út – Zugló, Rákos-patak                                                      | Az Astoria aluljáró építése miatt a Tanács körútig rövidült.               |
| 1963. november 7.   | Felszabadulás tér – Kossuth Lajos utca – Rákóczi út – Thököly út – Csömöri út – Zugló, Rákos-patak                            | Újra a Felszabadulás térig közlekedett.                                    |
| 1964. november 21.  | Moszkva tér – Krisztina körút – Erzsébet híd – Kossuth Lajos utca – Rákóczi út – Thököly út – Csömöri út – Zugló, Rákos-patak | Az Erzsébet híd átadása után a Moszkva térig közlekedett.                  |
| 1972. december 23.  | Baross tér, Keleti pályaudvar – Thököly út – Csömöri út – Zugló, Rákos-patak                                                  | A Rákóczi úti villamosközlekedés megszüntetésével a Baross térig rövidült. |
| 1995. december 24.  | Baross tér, Keleti pályaudvar – Thököly út – Csömöri út – Zugló, Rákos-patak                                                  | Megszűnt                                                                   |

## Megállóhelyei
| 0  | Baross tér, Keleti pályaudvar végállomás | 15 | 7, 7A, 7, 20, 30, 33, 73, 78, 95, 173 23, 24, 67 73, 76, 78, 79, 80 Budapest-Keleti |
| 3  | Dózsa György út                          | 12 | 7, 30 67                                                                            |
| 5  | Stefánia út                              | 10 | 7 67 72, 75                                                                         |
| 7  | Hungária körút                           | 8  | 7, 7, 73, 173 1, 67 72 Budapest-Zugló                                               |
| 9  | Amerikai út                              | 6  | 7 67                                                                                |
| 12 | Róna utca                                | 4  | 7 82                                                                                |
| 14 | Bosnyák tér                              | 2  | 7, 7, 24, 32, 32, 70, 73, 77, 173 62                                                |
| 15 | Fűrész utca (↓) Lőcsei utca (↑)          | 1  |                                                                                     |
| 16 | Zugló, Rákos-patak végállomás            | 0  | 73, 77                                                                              |

## Galéria

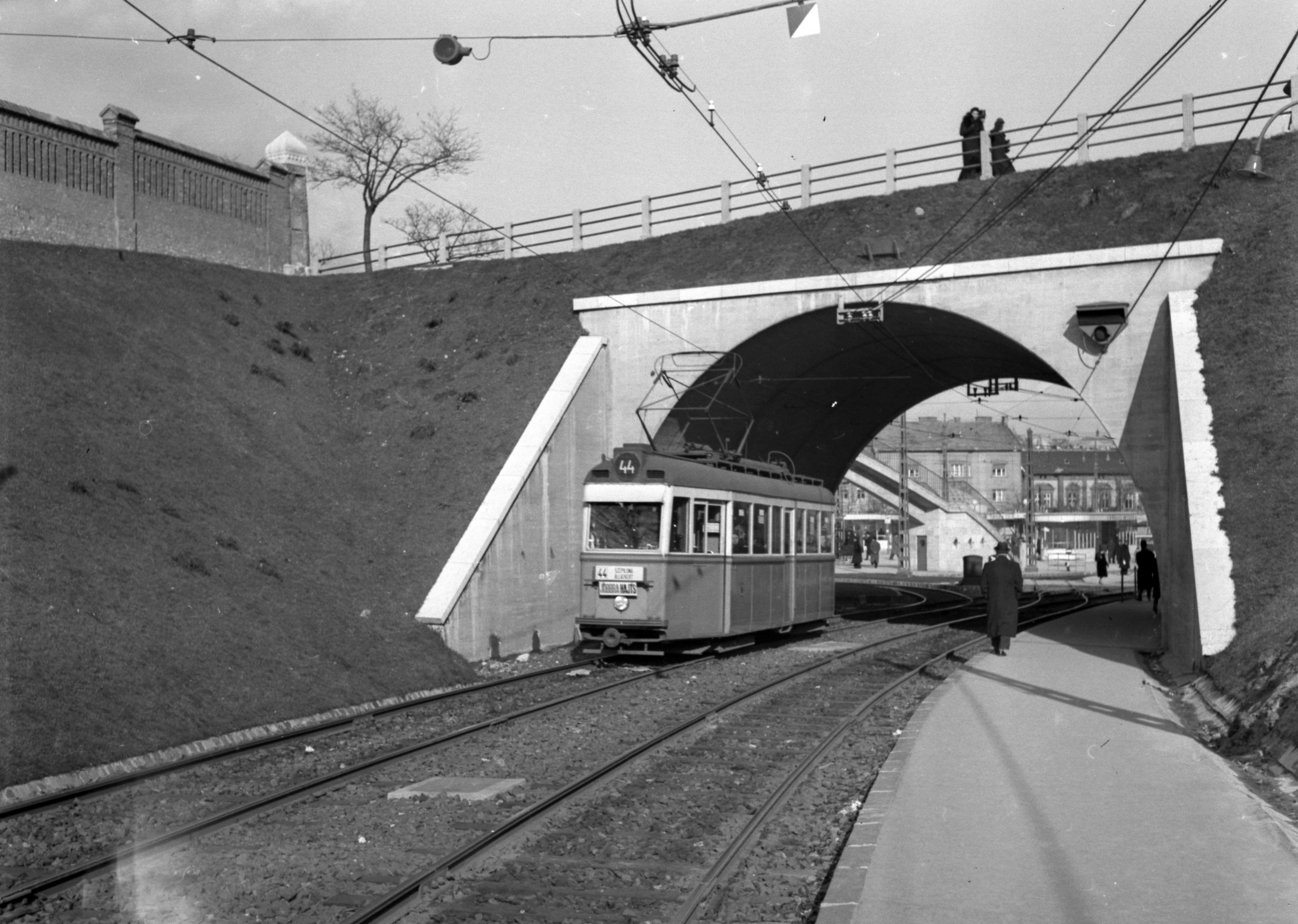
A Stuka villamos a Széll Kálmán téri alagútnál 1941-ben
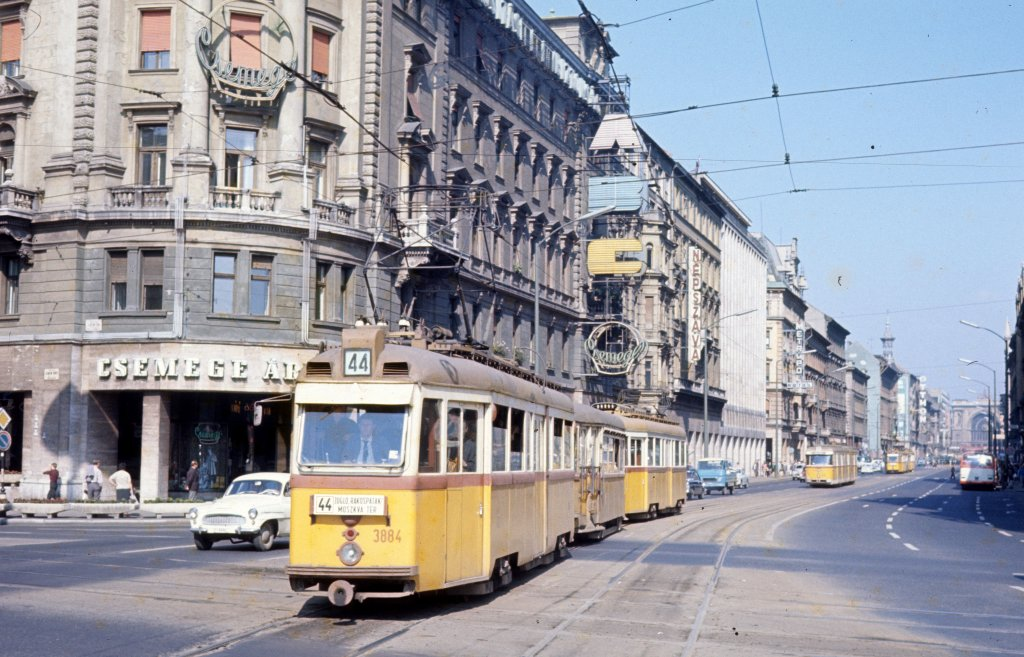
A Rákóczi úton 1969-ben…
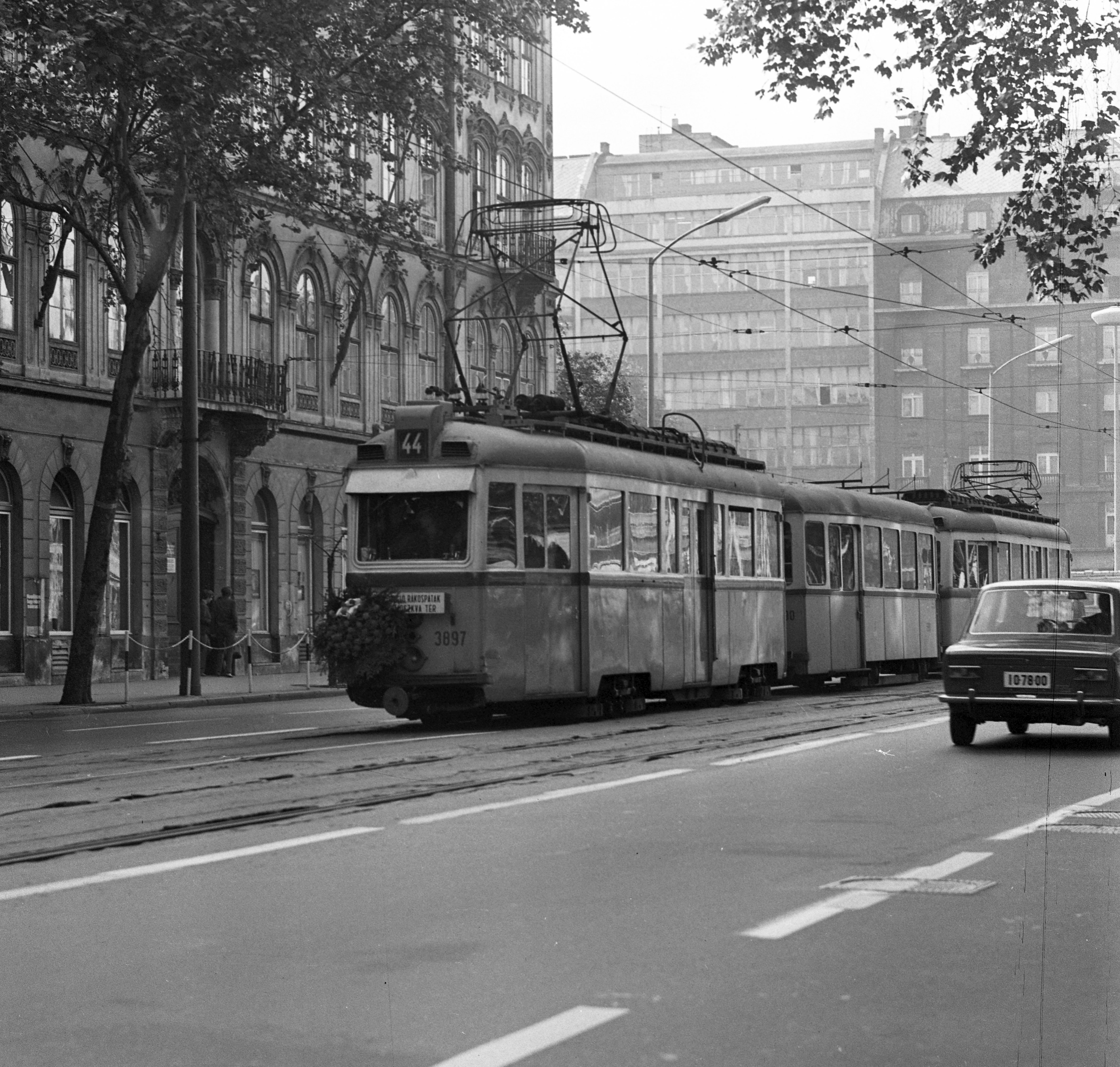
és 1972-ben
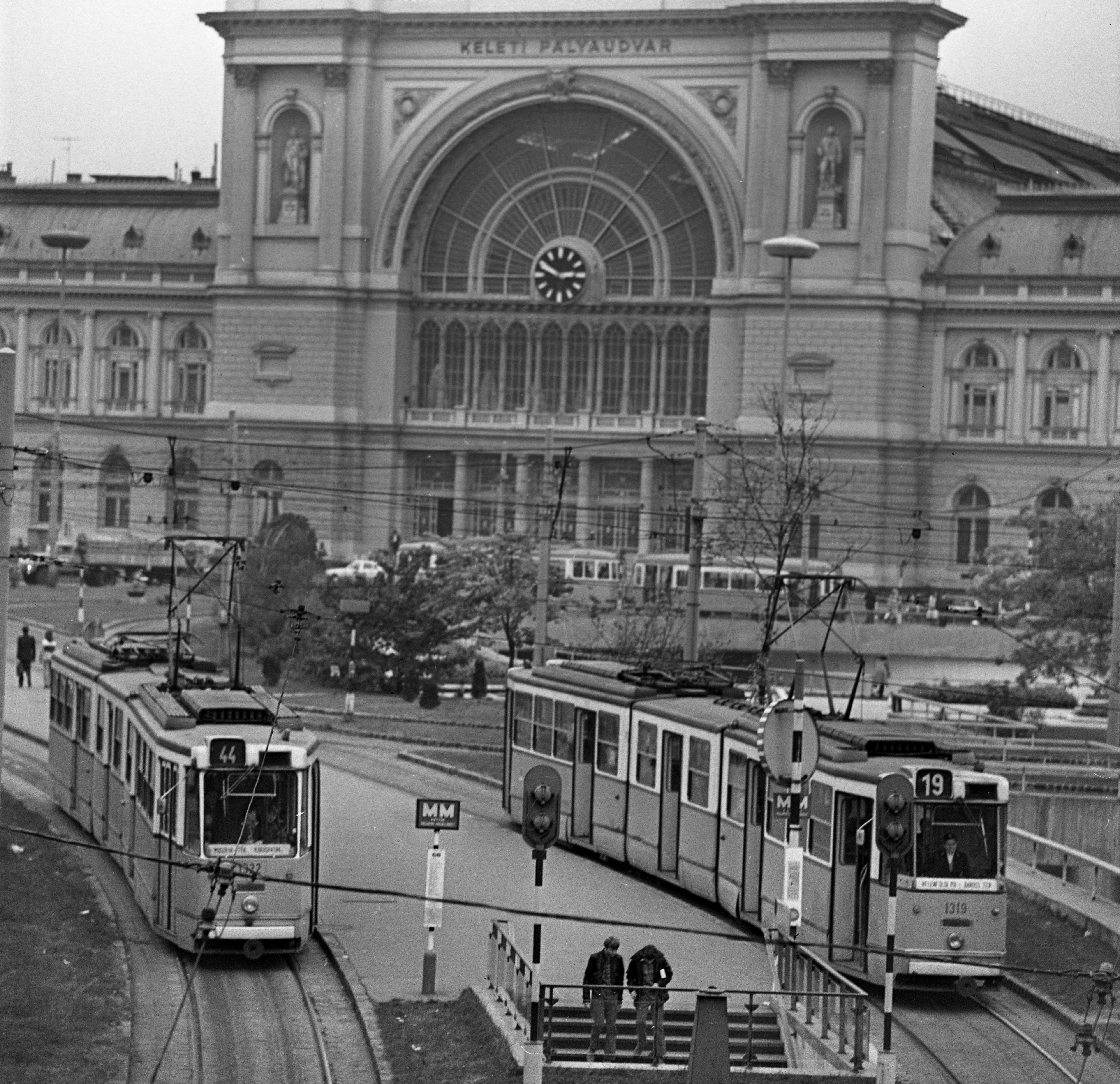
Ganz CSMG a Keletinél 1972-ben
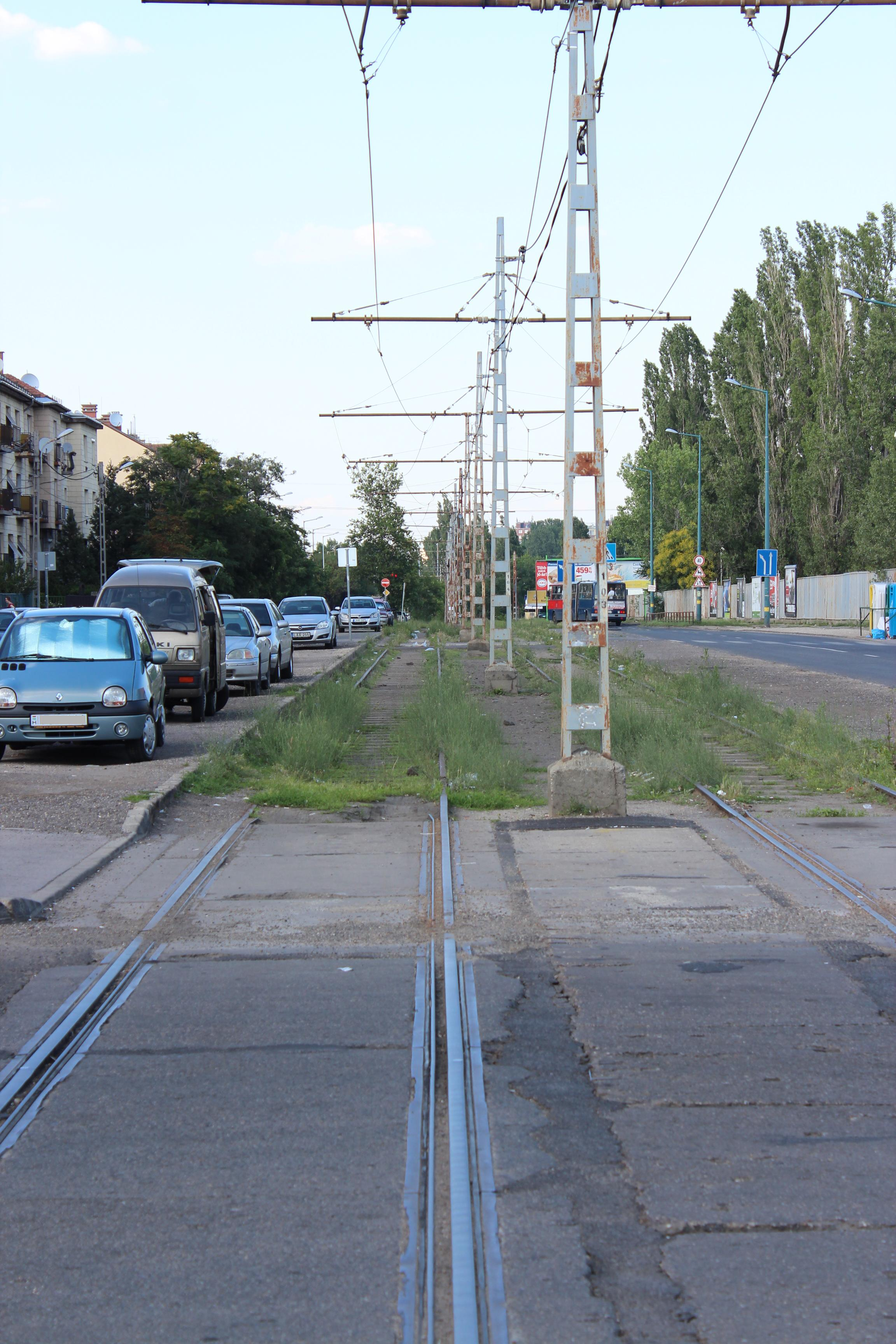
A Thököly úti vonalrész a járat megszűnése után 16 évvel